# Danny Keough
Daniel "Danny" Keough (ur. 6 listopada 1964 w Chicago) – amerykański piosenkarz, muzyk i autor tekstów piosenek.

## Życiorys
Urodził się w Chicago jako starszy syn Janet i Francisa Keough. Tom, jego młodszy brat, pracował w przemyśle filmowym w Los Angeles. Po rozwodzie rodziców, jego matka poślubiła scjentologa Alana Hollandera, który został dyrektorem misji kościoła w Davis w Kalifornii, a później został przydzielony do innych zadań kościelnych w Sacramento, San Francisco i Portland w stanie Oregon. Po tym, jak małżeństwo jego matki z Hollanderem zakończyło się rozwodem, Janet pozostała nauczycielką scjentologicznej prywatnej szkoły Delphian School, którą ukończył Danny i został wyznawcą scjentologii.
W 1987 roku poznał Lisę Marie Presley, córkę Priscilli i Elvisa Presleyów, z którą się ożenił 3 października 1988 roku. Mieli dwójkę dzieci: córkę Danielle Riley (ur. 29 maja 1989) i Benjamina Storma (ur. 21 października 1992, zm. 12 lipca 2020 popełniając samobójstwo przy pomocy strzelby). 6 maja 1994 doszło do rozwodu.